# Форнацит
Форнацит — рідкісний мінерал, гідроксид-арсенат-хромат міді з формулою: Pb2Cu(CrO4)(AsO4)(OH). Утворює ряд з фосфатним мінералом вокеленітом. Він утворює різнобарвні кристали від зеленого до жовтого, від напівпрозорих до прозорих у моноклінно-призматичній кристалічній системі. Має твердість за Моосом 2,3 і питому вагу 6,27 г/см3.
Вперше був описаний в 1915 році і названий на честь Люсьєна Фурно (Lucien Fourneau, 1867—1930), губернатора Французького Конго. Типова місцевість мінералу — Реневіль, Республіка Конго.
Зустрічається в зоні окислення рудних родовищ і пов'язаний з діоптазом, вульфенітом, гемігедритом, фенікохроїтом, дуфтитом, міметезитом, шаттукітом, хризоколою, меланохроїтом, геміморфітом, віллемітом, флюоритом.